# Ropalidia sculpturata
Ropalidia sculpturata är en getingart som beskrevs av Gusenleitner 2001. Ropalidia sculpturata ingår i släktet Ropalidia och familjen getingar. Inga underarter finns listade i Catalogue of Life.